# Radical 98
El radical 98, representado por el carácter Han 瓦, es uno de los 214 radicales del diccionario de Kangxi. En mandarín estándar es llamado 瓦部, (wǎ　bù «radical “baldosa”»); en japonés es llamado 瓦部, がぶ (gabu), y en coreano 와 (wa).
El radical «baldosa» aparece en diferentes posiciones dentro de los caracteres que clasifica. Puede encontrarse en la parte inferior (como en 瓷), en el lado derecho (como en 瓺) o rodeando el lado izquierdo y la parte inferior (como en 瓪).
Los caracteres clasificados bajo el radical 98 suelen tener significados relacionados con los objetos de cerámica. Como ejemplos de esto están 瓷, «porcelana»; 甖, «jarrón»; 瓶, «botella». Por otro lado, en Japón, se utilizó el carácter 瓦 como abreviación de «gramo», por lo que crearon caracteres locales —llamados kokuji (国字?  lit. «caracteres del país»)— para representar otras unidades de masa basadas en el gramo: 瓩, «kilogramo», formado por 瓦, «gramo» y 千, «mil»; 瓱, «miligramo», usando el carácter 毛, «cabello», que también se utiliza para representar «un milésimo»; etc. Asimismo, en China se utiliza el carácter 瓦 como abreviación del vatio.

## Nombres populares
- Mandarín estándar: 瓦字旁, wǎ zì páng, «carácter “baldosa” en un lado»; 瓦字底, wǎ zì dǐ, «carácter “baldosa” en la parte inferior».
- Coreano: 기와와부, giwa wa bu, «radical wa-baldosa».
- Japonés:　瓦（かわら）, kawara, «baldosa».
- En occidente: radical «baldosa».

## Galería
| Estilos antiguos                                 | Estilos antiguos                  | Estilos antiguos                        | Estilos antiguos                   | Estilos antiguos                   | Estilos empleados actualmente       | Estilos empleados actualmente  | Estilos empleados actualmente    | Estilos empleados actualmente   | Estilos empleados actualmente  |
|                                                  |                                   |                                         |                                    |                                    |                                     | 瓦                             | 瓦                               |                                 |                                |
| 甲骨文 jiǎgǔwén (escritura de huesos oraculares) | 金文 jīnwén (escritura de bronce) | 简帛 jiǎnbó (escritura de bambú y seda) | 篆文 zhuànwén (escritura de sello) | 篆文 zhuànwén (escritura de sello) | 隸書 lìshū (estilo de los escribas) | 楷書 kǎishū (estilo regular)   | 楷書 kǎishū (estilo regular)     | 行書 xǐngshū (estilo corriente) | 草書 cǎoshū (estilo de hierba) |
| 甲骨文 jiǎgǔwén (escritura de huesos oraculares) | 金文 jīnwén (escritura de bronce) | 简帛 jiǎnbó (escritura de bambú y seda) | 大篆 dàzhuàn (sello grande)        | 小篆 xiǎozhuàn (sello pequeño)     | 隸書 lìshū (estilo de los escribas) | 繁體／繁体 fántǐ (tradicional) | 简体／簡體 jiǎntǐ (simplificado) | 行書 xǐngshū (estilo corriente) | 草書 cǎoshū (estilo de hierba) |

## Caracteres con el radical 98

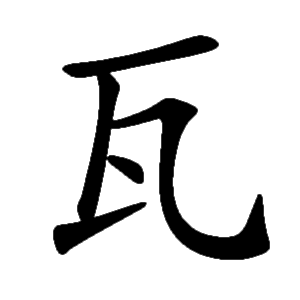

| trazos | carácter                   |
| ------ | -------------------------- |
| + 0    | 瓦                         |
| + 2    | 瓧                         |
| + 3    | 瓨 瓩                      |
| + 4    | 瓪 瓫 瓬 瓭 瓮 瓯 瓰 瓱 瓲 |
| + 5    | 瓳 瓴 瓵                   |
| + 6    | 瓶 瓷 瓸                   |
| + 7    | 瓹 瓺 瓻 瓼                |
| + 8    | 瓽 瓾 瓿 甀 甁             |
| + 9    | 甂 甃 甄 甅 甆             |
| + 10   | 甇 甈 甉                   |
| + 11   | 甊 甋 甌 甍 甎 甏 甐 甑    |
| + 12   | 甒                         |
| + 13   | 甓 甔 甕                   |
| + 14   | 甖                         |
| + 16   | 甗                         |